# Tord Ström
Tord Valfrid Ström, född den 13 januari 1878 i Västra Sallerups församling, Malmöhus län, död den 21 oktober 1955 i Stockholm, var en svensk präst. Han var son till Walter Ström, måg till Ored Palm samt far till Åke V. och Ingmar Ström.
Ström avlade filosofie kandidatexamen 1900 och prästexamen 1903. Han blev komminister i Karlskrona 1905, pastoratsadjunkt i Solna 1912 och komminister där (i Hagalund) 1917. Ström blev socialsekreterare i Svenska kyrkans diakonistyrelse 1926 och förste sekreterare där 1932. Han var kyrkoherde i Adolf Fredriks församling 1938–1948. Ström var preses vid Stockholms prästmöte 1937. Han blev ledamot av Nordstjärneorden 1937.